# Herborn, Luxemburg
Herborn är en ort i Luxemburg.   Den ligger i distriktet Grevenmacher, i den östra delen av landet, 26 kilometer nordost om huvudstaden Luxemburg. Herborn ligger 292 meter över havet och antalet invånare är 150.
Terrängen runt Herborn är kuperad österut, men västerut är den platt.  Närmaste större samhälle är Echternach, 7,1 kilometer norr om Herborn. 
Omgivningarna runt Herborn är en mosaik av jordbruksmark och naturlig växtlighet. Runt Herborn är det ganska tätbefolkat, med 129 invånare per kvadratkilometer.